# 정주영
정주영(鄭周永, 1915년 11월 25일 ~ 2001년 3월 21일)은 현대그룹 창업주로 대한민국의 기업인, 정치인이다. 제14대 국회의원을 지냈다. 본관은 하동(河東), 아호(雅號)는 아산(峨山)이다.
정주영은 가난한 환경에서 태어나 소학교를 졸업하고 막노동으로 출발하여 한국 최대의 재벌이 된 인물이다. 일제강점기 시대였던 1940년대 초반 시절에 자동차 정비회사인 아도 서비스(Art Service, 현대건설의 전신)를 인수하여 운영하였고 한때 홀동광산을 운영하기도 했다. 이를 바탕으로 1946년 4월에 현대자동차공업사를, 1947년 현대토건사를 설립하면서 건설업을 시작하였고 현대그룹의 모체를 일으켰으며 건설사업을 지속적으로 추진해 성공을 거두었다. 뛰어난 상업과 기업경영능력으로써 현대그룹을 일군 자수성가형 기업인이라고 할 수 있다.
1992년 초 김동길 등과 통일국민당을 창당하고 총재에 선출되었으며, 제14대 총선에서 전국구 비례대표 국회의원으로 당선되었고 그 해 12월에 제14대 대선에 통일국민당 소속으로 출마하였으나 낙선하였다. 이듬해 2월에 의원직을 사퇴하고 통일국민당을 탈당하였다.
1998년 이후에는 김대중 정부를 도와 대북사업을 추진하였다. 1998년 6월 16일을 기하여 1차 소 500마리, 10월 27일 2차 소 501마리를 이끌고 판문점을 넘어 북한을 방문했다.

## 생애

### 생애 초반

#### 출생
1915년 강원도 통천군 답전면 아산리(현 조선민주주의인민공화국 강원도 통천군 로상리)에서 아버지 정봉식과 어머니 한성실 사이에서 6남 2녀 중 장남으로 태어났다. 아산(峨山)이라는 그의 아호는 자신의 출생지 옛 지명에서 따온 것이다. 1930년 통천 송전소학교를 졸업하였고 그와 함께한 동창생은 27명이며 정주영의 최종 학력은 소학교(초등학교) 졸업 이 유일하다.

#### 상업을 익히다
당시 4%만 보통학교를 다니던 시절 공부를 잘하였으나 공부하기 싫다고 중학교에 진학하지 않았다. 아버지가 하던 농사도 하기 싫어했다. 상대적으로 보면 가난하지 않고 부유한 편이었으나 국가가 가난했기에 가난에서 벗어나려고 여러 차례 가출을 반복하였으나 실패하였다가 결국 가출에 성공하였다.
가출 후 청진의 개항 공사와 제철 공장 건설 공사장에 노동자가 필요하다는 동아일보 기사를 보고 소를 판 돈으로 고향을 떠나 원산 고원의 철도 공사판에서 흙을 날랐는데 이것이 첫 번째 가출이었다. 이것을 시작으로 정주영은 무려 4번이나 가출을 하였다. 두 번째 가출하여 금화에 가서 일하였다. 3번째 가출 때는 아버지의 소를 판 돈 70원을 들고 도망하여 경성실천부기학원에서 공부를 하다가 덜미를 잡혀 고향으로 돌아갔다. 4번째 가출은 1933년으로 19살의 나이로 인천 중구 신포동(도로명:신포로)에 위치한 인천항에서 부두하역과 막노동을 하다가 경성으로 상경하여 이듬해 복흥상회라는 쌀가게 배달원으로 취직했다. 배달원 자리는 꽤 흡족하여 집을 나온지 3년이 지나 월급이 쌀 20가마가 되었다. 부기를 할 줄 아는 정주영은 쌀가게 주인의 신임을 받아, 주색잡기에 빠져 재산을 탕진하는 아들이 아닌 정주영에게 가게를 물려 주었다. 일제강점기인 1935년 11월 23일 밤 변중석 여사를 집에서 처음 대면하였다. 당시 소녀 변중석은 윗마을 총각이 서울서 선을 보러 내려왔다는 부친의 말에 방에서 나오지도 못하고 떨고 있었다. 그리고 한 달 보름 뒤 결혼식을 올렸다. 신랑은 신부 뒷모습만 보고, 신부는 신랑 얼굴도 제대로 보지 못하고 이뤄진 결혼이었다. 1938년 주인으로부터 가게를 물려 받아 경일상회라는 이름을 짓고 그 가게의 주인이 되었다. 하지만 경일상회는 개업 후 2년 만인 1940년에 중일 전쟁이    일어나 일제가 식량배급제를 실시하였기 때문에, 복흥상회를 폐업해야 했다.

### 기업 활동

#### 자동차 공장 설립
1940년 당시 경성부에서 가장 큰 경성서비스공장의 직공으로 일하던 이을학(李乙學)에게서 경영난에 처한 아도 서비스라는 자동차 수리공장의 소식을 접하고 인수를 시작한다.
일제말기인 1941년 빚을 내어 아도 서비스의 사업을 맡기도 하였으나 1달도 채 지나기 전에 불에 타버렸다. 다시 빚을 내어 신설동 빈터에다 다시 자동차 수리 공장을 시작했다. 그러나 그 공장도 1942년 5월 기업정리령에 의해 공장을 빼앗기다시피하고 새로운 일거리를 찾아 떠나게 된다. 홀동광산의 광석을 평양 선교리까지 운반하는 일을 3년간 하다가 1945년 5월 그 일을 다른 사람에게 넘겼는데, 3개월 후 일본의 패망으로 홀동광산은 문을 닫고 그 곳에 있던 사람들은 소련군 포로로 잡혀갔다. 이때 그는 이미 타인에게 광산업을 인계하였으므로 극적으로 피랍을 모면한다.

#### 현대그룹 설립

##### 해방과 한국전쟁
이후 서울 돈암동의 스무 평 남짓한 집에서 동생들, 자녀들과 함께 벌어놓은 돈으로 살다가 해방 후인 1946년 4월에 미군정청의 산하기관인 신한공사에서 적산을 불하할 때 초동의 땅 200여 평을 불하받아 현대그룹의 모체라 할 수 있는 현대자동차공업사를 설립하였다. 또한 1947년 5월에는 현대토건사를 설립, 건설업에도 진출하였다. 1950년 1월에는 자신이 운영하던 두 회사인 현대토건사와 현대자동차공업사를 합병하여 현대건설주식회사를 설립하였다. 이때 자본금은 삼천만원이었다.
그러나 그해 한국 전쟁으로 서울이 인민군에게 점령되면서 모든 것을 버리고 가족들과 부산으로 피난한 정주영은 동생 정인영이 미군사령부의 통역장교로 일하던 덕에 서울에서 하던 토목사업을 계속 할 수 있었으며 서울 수복 후 미군 발주 공사를 거의 독점하였다.

##### 창업 전반기와 전후 복구 사업
한국 전쟁 직후 현대건설은 전쟁으로 파괴된 도시와 교량, 도로, 집, 건물 등을 복구하면서 점차 늘어가는 건설수요로 승승장구하게 되었다, 그 뒤에도 늘어나는 건설 수요 등을 감안하여 그는 시멘트 공장 설립을 추진, 1964년 6월 현대 시멘트공장을 준공하여 시멘트도 자체적으로 조달하였다.
그 뒤 낙동강 고령교 복구, 한강 인도교 복구, 제1한강교 복구, 인천 제1도크 복구 등의 사업을 수주하여 1960년에는 국내 건설업체중 도급한도액이 1위를 차지하게 되었다. 1964년 단양에 시멘트 공장을 완공하였으며, 1965년에는 국내 최초로 태국의 파타니 나라티왓 고속도로를 건설하였다. 1967년에는 다시 자동차 산업에 뛰어들어 현대자동차주식회사를 설립하였다.
현대건설 내 시멘트공장을 확장하여 1970년 1월 정식으로 현대시멘트주식회사를 설립하였다. 이후 현대건설과 현대시멘트의 사주로 해외건설시장 확보와 낙찰 등을 이끌어내며 한국 국외의 건설시장으로도 진출하였고 울산 조선소 건설, 서산 앞바다 간척사업 등을 성공적으로 추진하면서 기업을 확장하게 된다.
1971년 1월 현대자동차, 현대건설, 현대시멘트주식회사 등을 총괄한 현대그룹을 창립하고 대표이사 회장에 취임하였다. 1973년 12월에는 중공업에도 진출하였다.

#### 경제건설사업 참여
1971년 정주영 회장은 혼자서 미포만 해변 사진 한 장과 외국 조선소에서 빌린 유조선 설계도 하나 들고 유럽을 돌았다. 차관을 받기 위해서였다. 부정적인 반응만 받다가 1971년 9월 영국 바클레이 은행의 차관을 받기 위한 추천서를 부탁하기 위해 A&P 애플도어의 롱바톰 회장을 만났지만 대답은 역시 'No'였다. 이 때 정주영은 우리 나라 5백원짜리 지폐를 꺼내 거기 그려진 거북선 그림을 보여줬다. "우리는 영국보다 300년이나 앞선 1500년대에 이미 철갑선을 만들어 외국을 물리쳤소. 비록 쇄국정책으로 시기가 좀 늦어졌지만, 그 잠재력만큼은 충분하다고 생각하오."라며 설득해 결국 차관 도입에 성공할 수 있었다.(1966년에 발행된 500원 보관됨 2021-07-21 - 웨이백 머신 지폐 앞면에는 남대문 뒷면에는 거북선 함대가 그려진 지폐가 존재했기에 시계열상 일치한다)
1977년 서울 압구정동 현대아파트의 분양특혜사건으로 재판을 받았으나 무죄로 풀려났다. 건축법 위반에 대해 징역 6월 벌금 500만원에 선고유예 판결을 받았으나 현대산업개발 사장이었던 장남 정몽구가 서울지검 특수부에 구속되어 아들이 아버지 대신 처벌받는 전례가 만들어졌다.
1978년에는 아산사회복지사업재단을 설립하였으며 같은 해 4월 29일 서울 강남구 압구정동에 위치한 현대고등학교를 설립하고 초대이사장으로 취임하였다. 1983년에는 현대전자주식회사를 설립하였다.

#### 사회 활동
기업인으로 활동하는 중에도 한국지역사회학교 후원회에 참여하여, 1969년 1월에는 한국 지역사회학교 후원회장에 피선되기도 했다. 1974년 6월에는 한국과 영국의 민간 경제협력을 위한 한·영 경제협력위원회 한국측 대표의 한사람에 선출되었고, 1970년대 중근동 지역 건설, 개발 사업을 성사시킨 뒤 1976년부터 1997년까지는 한국·아랍 친선협회장을 지내기도 했다.
1977년부터는 10년간 전국경제인연합회의 제13대 회장을 역임했고, 같은 해 7월에는 재단법인 아산사회복지사업재단을 설립했다. 1979년과 1980년에는 한국·아프리카 친선협회의 회장으로도 추대되었다.

#### 올림픽 유치 추진 활동

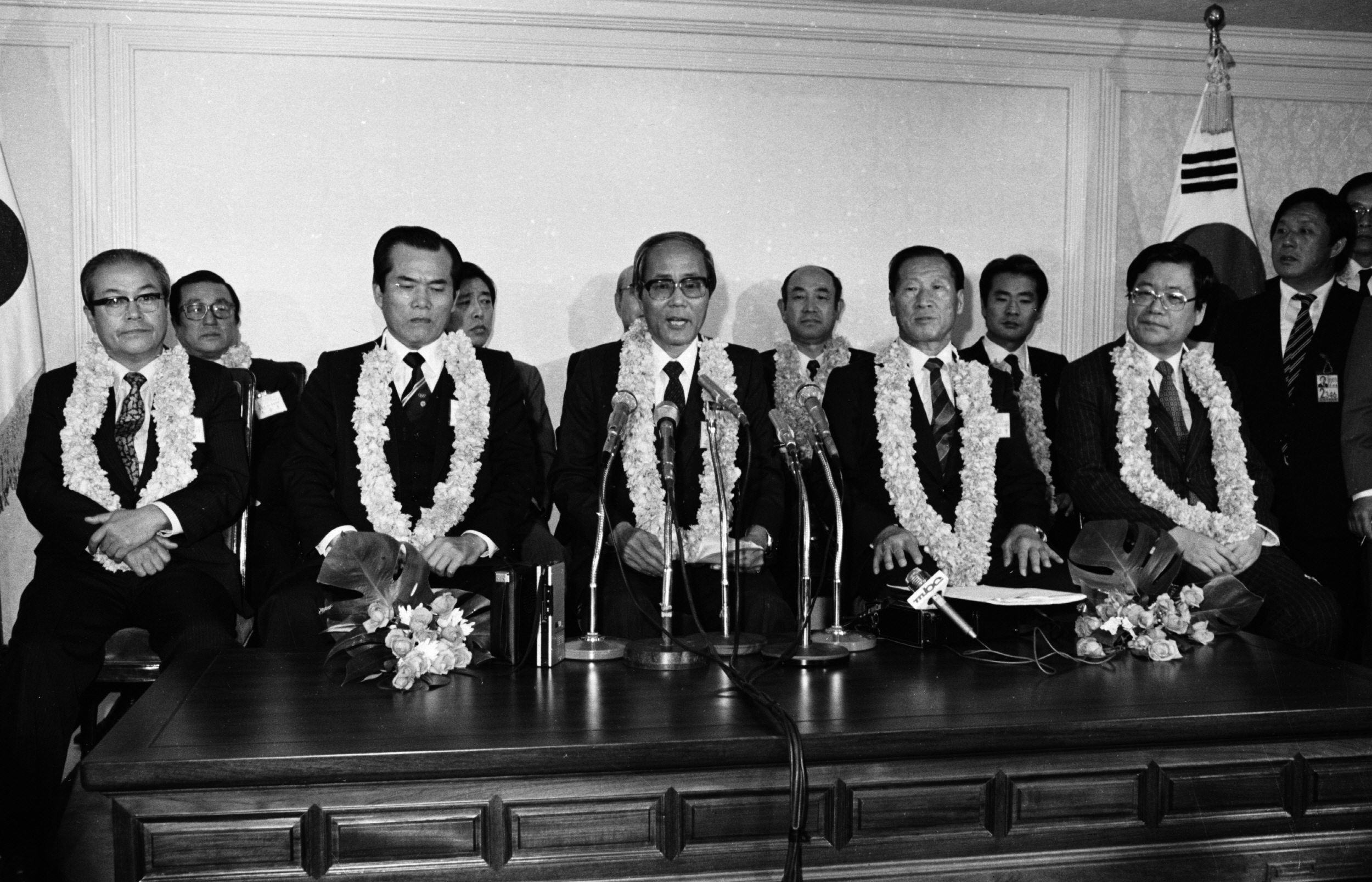
1981년 10월 올림픽 유치 대표단 성공 기자회견의 정주영 (오른쪽 두번째)

1970년대부터 대한민국 주도로 88 올림픽의 서울특별시 유치 운동에 참여하였고, 1981년 3월에는 88서울올림픽 유치위원회가 조직되자 서울올림픽 유치위원회 위원장에 피선되어 각국을 상대로 올림픽 유치 활동, 설득 작업을 추진했다.
1981년 11월 88올림픽의 서울 유치가 확정되자 그는 서울올림픽 조직위원회 위원의 한사람에 선임되고, 바로 서울올림픽 조직위원회 부위원장에 피선되었다. 1982년부터 1984년까지는 대한체육회장에 선출되어 서울올림픽 사전 준비와 86 아시안게임 사전 준비활동을 추진하였고, 1982년부터 1987년에는 유전공학연구조합 이사장에 선출되었다.
1987년 2월 전국경제인연합회 명예회장에 추대되고, 그해 5월에는 한국정보산업협회 명예회장에 추대되었다.

### 생애 후반

#### 정계 입문 초기

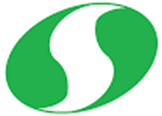
통일국민당 로고

1987년 재단법인 세종연구소의 이사장으로 특별 초빙되었으며 그해 현대그룹 회장직에서 물러나 경영 일선에서 손을 떼고 그해 현대그룹 명예 회장에 추대되었다. 그 뒤 1992년 1월초 정계에 입문, 가칭 통일국민당 창당준비위원회 위원장이 되고 이어 김동길 등과 함께 통일국민당을 창당, 조직하고 대표최고위원에 선출되었다.
1989년부터 1991년까지 소련과의 수교를 대비하여 조직된 한·소 경제협회 회장에 피선되었고, 1992년 3월의 제14대 국회의원 총선거에 입후보, 전국구 의원으로 당선되었다.

#### 대통령 선거 출마
1992년에는 통일국민당의 원내진출을 이룬 뒤 그해 12월 14대 대통령 선거에 출마하였다. 그러나 김영삼, 김대중 후보에 밀려 3위로 석패하였다. 그런데 선거 직후 김영삼 정권의 세무조사를 받았는데, 이를 두고 정치 보복이라는 의견이 나오기도 했다. 그리고 이러한 김영삼과의 경쟁구도 때문에 생긴 감정 때문인지 김영삼 정권 아래서는 별 다른 행적이 없다가, 이후 김대중정권을 적극 도우며 방북을 한다던지 하는 행동을 보였다. 1993년 초 통일국민당 대표최고위원직을 사임하고 그해 2월에는 국회의원직도 사직하고 탈당, 이후 기업 활동에만 전념하였다. 1993년 현대그룹 명예회장에 재추대되었다. 1996년 그해 타임지 선정 '아시아를 빛낸 6인의 경제인'의 한사람에 추천되기도 했다.
1994년 1월 한국지역사회교육 중앙협의회 이사장에 선출되었다.

#### 방북과 금강산 개발

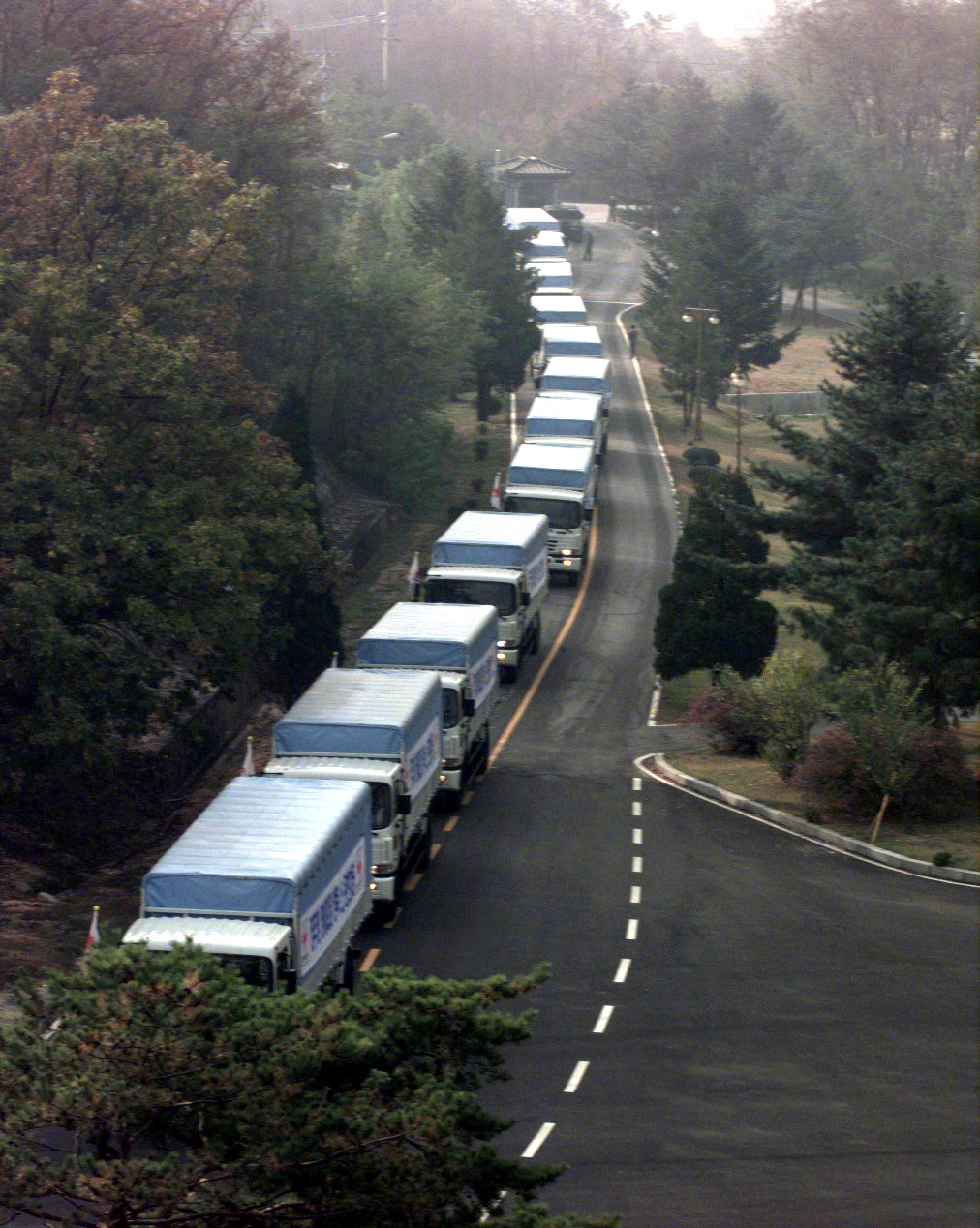
1998년 10월 27일 북으로 가고 있는 소 1000마리와 트럭 50대

그러나 고 김대중 전 대통령이 제15대 대통령에 당선되어 1998년 2월 25일 국민의 정부가 출범하면서 정주영 현대그룹 명예회장은 다시 한 번 세간의 주목을 받게 되었다. 당시 국민의 정부가 실시한 대북 햇볕 정책에 맞춰서 정주영이 금강산 개발 사업을 추진한 것이다.
1998년 6월 16일 통일소라고 명명된 소 500마리와 함께 판문점을 통해 조선민주주의인민공화국을 방문하고, 같은 해 2차로 10월 27일 소 501마리를 가져갔다. 정부의 햇볕정책을 따른다는 뜻 외에도, 정주영 명예회장의 고향이 남한이 아닌, 북한영토인 강원도가 고향이라는 사실도 북한에 소를 가져간 이유이다. 이때 소 501마리와 함께 직접 판문점을 통해 방북, 김정일 국방위원장을 면담하고 남북 협력 사업 추진을 논의했다. 그리고 마침내 금강산 관광사업에 관한 합의를 얻어 그해 11월 18일에 첫 금강산 관광을 위한 배가 출발하였다. 이때 그는 직접 판문점을 통해 '통일소'라고 불린 소 500마리와 함께 판문점을 넘는 이벤트를 연출하며 국제적인 주목을 받았다. 이후 여러 차례 더 방북하며 김정일 국방위원장 등을 설득, 남북 민간교류 중 큰 규모인 '금강산 관광 사업'을 성사시켜 그해 11월 18일 첫 출항하였으나 북한의 사업장 몰수로 참담한 실패로 끝났다.
대북사업의 추진과 중계 사업을 위해 그는 1999년 2월에 현대아산을 설립했다. 사실 정주영은 1989년에 조선민주주의인민공화국과 소비에트 연방을 방문하여 금강산 공동 개발 의정서에 서명하였는데, 이것이 9년 만에 현실화된 것이다. 이때 정주영은 원산과 평양을 둘러봤으며, 특히 자신의 고향 통천도 방문하였다.

### 사망
2000년 5월에 명예회장직을 사퇴하였다. 1987년 제1회 한국경영대상, 1988년 국민훈장 무궁화장, 1998년 IOC훈장과 노르웨이 왕실훈장을 수상하였다. 한편 현대그룹은 각기 분산되어 현대자동차그룹, 현대건설, 현대중공업그룹 등으로 분리되었다.
한편 정주영은 건강이 매우 악화되어 아내 변중석이 입원해있던 서울아산병원에 입원하여 치료를 받았고 나중에 자택에서 요양 생활을 했다. 2001년 1월에 병원에 입원한 뒤 2개월 뒤인 3월 21일에 서울아산병원에서 폐렴으로 인한 급성 호흡부전증으로 인해 향년 87세의 나이로 사망하였다.

### 사후
그의 사후인 2001년 5월 제5회 만해상 평화상이 추서되었다. 이후 5년뒤인 2006년 11월 타임(TIME)지 선정 아시아의 영웅에 선정되었으며, 2008년 DMZ 평화상 대상이 특별 추서되었다.

## 명예 박사 학위
- 1975년 경희대학교 공학 명예박사
- 1976년 충남대학교 경제학 명예박사
- 1982년 조지워싱턴 대학교 경영학 명예박사
- 1985년 연세대학교 경제학 명예박사
- 1986년 이화여자대학교 문학 명예박사
- 1990년 서강대학교 정치학 명예박사
- 1995년 고려대학교 철학 명예박사
- 1995년 존스홉킨스대학교 인문과학 명예박사
- 2000년 한국체육대학교 이학 명예박사

## 연보
- 1940년 3월 합자회사 아도(Art)서비스 공장을 인수하다
- 1946년 4월 현대자동차공업사를 설립, 대표이사
- 1947년 5월 현대토건사를 설립
- 1950년 1월 자신이 운영하던 현대자동차와 현대건설을 합병, 현대건설주식회사로 개편하고 대표이사 취임
- 1967년 12월 현대자동차주식회사를 설립
- 1969년 1월 한국 지역사회학교 후원회 회원, 바로 회장에 선출됨
- 1969년 12월 현대시멘트주식회사 설립, 71년에 공장으로 설립
- 1971년 1월 현대자동차, 건설, 시멘트 등의 회사들을 한데 묶어 현대그룹으로 출범시키고 회장에 취임
- 1973년 12월 계열사로 현대조선중공업주식회사를 설립
- 1974년 6월 한·영경제협력위원회가 새최될 때 한국측 위원장 피선
- 1975년 4월 현대미포조선주식회사 설립
- 1976년-1997년 한·아랍 친선협회 회장 피선
- 1977년-1987년 전경련의 13대 회장이 되다
- 1977년 7월 재단법인 아산사회복지사업재단을 설립
- 1979년-1980년 한·아프리카 친선 협회장이 되다
- 1981년 3월 88서울올림픽 유치 위원회 위원장 피선
- 1981년 11월 88서울올림픽 유치 확정, 곧바로 올림픽 조직 위원회 부위원장이 되다.
- 1982년-1984년 대한체육회 회장
- 1982년-1987년 유전공학연구조합 이사장이 되다.
- 1983년 2월 계열사 현대전자산업주식회사 설립
- 1983년 5월 한국정보산업협회장에 추대되다.
- 1985년 2월 전국경제인연합회장에 재선하다
- 1987년 2월 현대그룹 명예회장 취임
- 1987년 2월 전국경제인연합회 명예회장 취임
- 1987년 5월 한국정보산업협회 명예회장 취임
- 1987년-1988년 재단법인 세종연구소 이사장 취임
- 1989년-1991년 한·소(韓·蘇) 경제협회장
- 1992년 1월 통일국민당(가칭) 창당준비위원회 위원장 피선
- 1992년 2월 통일국민당 대표최고위원 피선
- 1992년 3월 제14대 국회의원(비례대표) 당선
- 1992년 12월 제14대 대통령 선거 출마
- 1993년 2월 통일국민당 탈당, 이어 국회의원직 사퇴
- 1993년 현대그룹 명예회장에 재추대되다.
- 1994년 1월 한국지역사회교육 중앙협의회 이사장에 선임되다.
- 1995년 자유민주연합 특임고문(1995년 4월 ~ 1995년 6월)
- 1998년 6월 1차 방북, 소 500마리와 함께 판문점 통해 북한(한반도 북부지역)을 방문하고 돌아왔다.
- 1998년 10월 1차 방북 4개월만에 2차 방북, 소 501마리와 함께 판문점 통해 방북, 이때는 김정일 국방위원장을 직접 만나 경협사업을 논의하다.
- 1998년 11월 금강산 관광단지 개장에 참석하다.
- 2000년 병으로 입원했다가 퇴원, 자택에서 요양하였다.
- 2001년 3월21일 별세

## 서훈 내역
- 1977년 명예 대영 제국 훈장 3등급(honorary CBE, 외국인대상 정원외 명예훈장)
- 1981년 대한민국 국민훈장 동백장(3등급)
- 1987년 한국경영대상
- 1988년 대한민국 국민훈장 무궁화장(1등급)
- 1998년 IOC 훈장
- 1998년 노르웨이 왕실훈장
- 2001년 제5회 만해상 평화상
- 2008년 제4회 DMZ 평화상 대상

## 가족 관계
| 관계     | 이름            | 출생   | 사망        | 활동사항                   | 비고                                      |
| -------- | --------------- | ------ | ----------- | -------------------------- | ----------------------------------------- |
| 할아버지 | 정운            | 불명   | 1915년 이후 | 서당 훈장                  | 3형제 중 차남(추정)                       |
| 아버지   | 정봉식          | 1884년 | 1946년      | 농부                       | 6남 1녀 중 장남                           |
| 어머니   | 한성실          | 1886년 | 1953년      |                            | 1946년 남편과 사별함.                     |
| 배우자   | 변중석          | 1921년 | 2007년      |                            |                                           |
| 장남     | 정몽필          | 1934년 | 1982년      | 前 현대제철 회장           |                                           |
| 자부     | 이양자          | 1943년 | 1990년      |                            |                                           |
| -손녀    | 정은희          | 1971년 |             |                            |                                           |
| -손녀    | 정유희          | 1973년 |             |                            |                                           |
| 차남     | 정몽구          | 1938년 |             | 현대자동차그룹 명예회장    |                                           |
| 자부     | 이정화          | 1939년 | 2009년      |                            |                                           |
| -손녀    | 정성이          | 1962년 |             | 이노션 고문                | 선두훈 대전선병원 이사장 배우자           |
| -손녀    | 정명이          | 1964년 |             | 현대커머셜 고문            | 정태영 현대카드 부회장의 배우자           |
| -손녀    | 정윤이          | 1968년 |             | 해비치호텔앤드리조트 전무  | 前 신성재 현대하이스코 사장의 배우자      |
| -손자    | 정의선          | 1970년 |             | 현대자동차 회장            | 현대가 장손                               |
| 3남      | 정몽근          | 1942년 |             | 현대백화점 명예회장        |                                           |
| 자부     | 우경숙          | 1951년 |             |                            |                                           |
| -손자    | 정지선          | 1972년 |             | 현대백화점그룹 회장        |                                           |
| -손자    | 정교선          | 1974년 |             | 현대백화점그룹 회장        |                                           |
| 장녀     | 정경희          | 1944년 |             |                            |                                           |
| 사위     | 정희영          | 1940년 |             |                            |                                           |
| 4남      | 정몽우          | 1945년 | 1990년      | 前 현대알루미늄 회장       |                                           |
| 자부     | 이행자          | 1945년 |             |                            |                                           |
| -손자    | 정일선          | 1970년 |             | 현대비앤지스틸 사장        | 구자엽 LS전선 회장의 차녀 구은희의 배우자 |
| -손자    | 정문선          | 1974년 |             | 현대비앤지스틸 부사장      |                                           |
| -손자    | 정대선          | 1977년 |             |                            |                                           |
| 5남      | 정몽헌          | 1948년 | 2003년      | 前 현대그룹 회장           |                                           |
| 자부     | 현정은          | 1955년 |             | 현대그룹 회장              |                                           |
| -손녀    | 정지이          | 1977년 |             | 현대무벡스 전무            |                                           |
| -손녀    | 정영이          | 1984년 |             |                            |                                           |
| -손자    | 정영선          | 1985년 |             |                            |                                           |
| 6남      | 정몽준          | 1951년 |             | 前 현대중공업 회장         |                                           |
| 자부     | 김영명          | 1956년 |             |                            | 김동조 前 외무부 장관의 3녀               |
| -손자    | 정기선          | 1982년 |             | 현대중공업 부회장          |                                           |
| -손녀    | 정남이          | 1983년 |             |                            |                                           |
| -손녀    | 정선이          | 1986년 |             |                            |                                           |
| -손자    | 정예선          | 1996년 |             |                            |                                           |
| 7남      | 정몽윤          | 1955년 |             | 현대해상화재보험 회장      |                                           |
| 자부     | 김혜영          | 1960년 |             |                            |                                           |
| -손녀    | 정정이          | 1984년 |             |                            |                                           |
| -손자    | 정경선          | 1986년 |             |                            |                                           |
| 8남      | 정몽일          | 1959년 |             | 현대기업금융 회장          |                                           |
| 자부     | 권준희          | 1962년 |             |                            |                                           |
| -손자    | 정현선          | 1989년 |             |                            |                                           |
| -손녀    | 정문이          | 1991년 |             |                            |                                           |
| 차녀     | 정정인 (정인희) | 1979년 |             |                            |                                           |
| 3녀      | 정정임          | 1981년 |             |                            |                                           |
| 남동생   | 정인영          | 1920년 | 2006년      | 前 한라그룹 명예회장       |                                           |
| 남동생   | 정순영          | 1922년 | 2005년      | 前 현대시멘트 명예회장     |                                           |
| 여동생   | 정희영          | 1925년 | 2015년      | 前 현대조선중공업 대표이사 |                                           |
| 남동생   | 정세영          | 1928년 | 2005년      | 前 현대산업개발 회장       |                                           |
| 남동생   | 정신영          | 1931년 | 1962년      |                            |                                           |
| 남동생   | 정상영          | 1936년 | 2021년      | 前 KCC그룹 명예회장        |                                           |

## 저서
- 《시련은 있어도 실패는 없다》, 1991년
- 《이 땅에 태어나서》, 1998년
- 정주영, 《이 땅에 태어나서:나의 살아온 이야기》 (도서출판 솔, 2009)
- 정주영, 《시련은 있어도 실패는 없다》(제삼기획, 2001)
- 카리스마 vs 카리스마 이병철 · 정주영 / 홍하상 著 / 한국경제신문사(정주영의 생애부분)

## 아산의 어록
| “ | 마지막에 마지막까지 다하는 최선. | ” |

| “ | 시련은 있어도 실패는 없다. | ” |

| “ | 마지막에 마지막까지 다하는 최선. | ” |

| “ | 이봐, 책임자. 해 보기나 했어? | ” |

| “ | 목표에 대한 신념이 투철하고 이에 상응한 노력만 쏟아 부으면 그 누구라도 무슨 일이든 다 할 수 있다. | ” |

| “ | 위대한 사회는 평등 의식 위에 세워진다. | ” |

| “ | 나는 재벌이란 표현이 싫다. 나는 그저 꽤 부유한 노동자일 뿐이며 노동으로 재화를 생산해 내는 사람일 뿐이다.(스스로를 겸손하게 표현) | ” |

| “ | 모든 일의 성패는 그 일을 하는 사람의 사고와 자세에 달려 있다. | ” |

| “ | 지식은 쟁탈해서 분배할 수 없다. 하지만 재물은 쟁탈할 수 있다. | ” |

| “ | 길이 없으면 길을 찾아야 하며 찾아도 없으면 길을 닦아 나아가야 한다. | ” |

| “ | 고정관념이 사람을 멍청이로 만든다. | ” |

| “ | 폭 넓은 인간 교류는 나에게 유머를 잃지 않게 하고 편견에 사로잡히지 않게 하고 인생을 따뜻한 시선으로 바라보게 하고 공감대를 확대시키고 그들의 정서를 흡수함으로써 사람이 빠지기 쉬운 사고의 경직을 방지해 준다. | ” |

## 대중 매체

### 드라마
- 이종만 - 1995년 《제4공화국》 - MBC 드라마
- 백성현 - 2004년 《영웅시대》 - MBC 드라마[19]
- 차인표 - 2004년 《영웅시대》 - MBC
- 최불암 - 2004년 《영웅시대》 - MBC 드라마[20]
- 박종관 - 2005년 《제5공화국》 - MBC 드라마

### 영화
- 남진복 - 2014년 《국제시장》

### 다큐멘터리
- 이영후 - 성공시대 - 문화방송

## 그외 일화
- 1992년 11월에는 MBC 방송 일요일 일요일 밤에의 코너 진행자의 한사람인 최병서가 사회 저명인사를 흉내, 풍자할 때 그의 성대 모사와 함께 풍자를 하기도 했다. 1992년 12월에도 14대 대통령 선거를 전에 두고 다른 대통령후보자들과 함께 최병서의 패러디의 대상이 되기도 했다.

- 1995년에 조사한 세계 부자 순위에서 9위를 차지했다.

- 현대그룹 회장으로 재직시 아들들과 함께 평소에  청운동 자택에서 계동에 위치한 현대그룹 본사까지 걸어서 출근하였다. 평소에 일찍 기상하는 습관이 있었으며, 매일 아침 6시에 온 가족이 한자리에 모두 모여 아침식사를 하였다고 한다. 주로 미역국을 준비했으며 이 때문에 현대가 며느리들은 새벽부터 일찍 일어나 식사 준비를 하였다고 한다.

- 2004년 정주영 현대 창업주를 주인공으로 하는 드라마 《영웅시대》가 제작되었다.

- 2021년 아산사회복지재단은 20주기를 맞아 자서전 ‘이 땅에 태어나서’ 독후감 대회를 개최했다. 책에 담긴 기업가 정신과 역경 극복 사례를 통해 희망과 용기를 주기 위함이며, 2021년 1월 5일부터 2월 25일까지 접수 후 3월 중에 시상이 진행된다. 시상은 중/고등학생 부문, 대학생/대학원생/일반 부문 총 2개 부문으로 나뉘며, 총 49명을 수상한다.

## 역대 선거 결과
|  | 27.3% |

|  | 17.4% |

|  | 16.31% |

## 소속 정당
| 소속 정당 | 소속 정당  | 소속 기간 | 비고                |
| --------- | ---------- | --------- | ------------------- |
|           | 무소속     | 1990~1991 | 정계 입문           |
|           | 통일국민당 | 1992~1993 | 창당                |
|           | 무소속     | 1993~2001 | 탈당 정계 은퇴 사망 |

## 같이 보기
- 이병철
- 신격호
- 구인회
- 김우중
- 구자경
- 구본무
- 이건희
- 이명박
- 정몽헌
- 정몽준
- 통일국민당
- 대한민국 제14대 국회의원 선거 통일국민당 후보 목록#전국구
- 대한민국 제14대 국회의원 선거
- 대한민국 제14대 대통령 선거

## 참고 자료
- 정주영 - 대한민국헌정회

| 전임 (초대) | 제1대 현대그룹 회장 1971년 1월 ~ 1987년 1월 | 후임 정세영 |

| 전임 김용완 (경방 회장) | 제13·14·15·16·17대 전국경제인연합회 회장 1977년 ~ 1987년 | 후임 구자경 (럭키금성 회장) |

| 전임 조상호 | 제27대 대한체육회 회장 1982년 7월 12일 ~ 1984년 10월 1일 | 후임 노태우 |

|  | 현대그룹 명예회장 1987년 ~ 1992년, 1993년 ~ 2000년 |

|  | 제1대 통일국민당 총재 1992년 2월 8일~1993년 2월 10일 | 후임 박영록(권한대행) 김동길 |

|  | 현대건설 대표이사 명예회장 1998년 ~ 2001년 |